# مايدوغوري
مايدوغوري (Maiduguri) هي عاصمة ولاية برنو بنيجيريا. يوجد في المدينة متحف ومطار، كما يوجد فيها بعض من أفضل جامعات ومستشفيات نيجيريا، وجامعة مايدوغوري. عدد سكانها 1.2 مليون نسمة (تقديرات عام 2005). أشهر أندية المدينة الرياضية نادي إل كانيمي ووريورز وله ملعب في المدينة يحمل اسم ملعب إل كانيمي. تقع المدينة في نهاية السكك الحديدية المؤدية إلى بورت هاركورت. مايدوغوري من أكبر المدن الإسلامية والثقافية في البلاد.
يقطن مايدوغري عدة أعراق على رأسها قبائل الكانوري ويتبعها قبائل شوا عرب ثم باقي القبائل مثل الهوسا والفلاني وبابور برا وغوزا ومرغي وغير ولاء وبننا وملاي ذلك الكثير .

## المناخ
يظهر الجدول التالي التغييرات المناخية على مدار السنة لمايدوغوري:
| البيانات المناخية لـمايدوغوري                                                                    | البيانات المناخية لـمايدوغوري | البيانات المناخية لـمايدوغوري | البيانات المناخية لـمايدوغوري | البيانات المناخية لـمايدوغوري | البيانات المناخية لـمايدوغوري | البيانات المناخية لـمايدوغوري | البيانات المناخية لـمايدوغوري | البيانات المناخية لـمايدوغوري | البيانات المناخية لـمايدوغوري | البيانات المناخية لـمايدوغوري | البيانات المناخية لـمايدوغوري | البيانات المناخية لـمايدوغوري | البيانات المناخية لـمايدوغوري |
| الشهر                                                                                            | يناير                         | فبراير                        | مارس                          | أبريل                         | مايو                          | يونيو                         | يوليو                         | أغسطس                         | سبتمبر                        | أكتوبر                        | نوفمبر                        | ديسمبر                        | المعدل السنوي                 |
| ------------------------------------------------------------------------------------------------ | ----------------------------- | ----------------------------- | ----------------------------- | ----------------------------- | ----------------------------- | ----------------------------- | ----------------------------- | ----------------------------- | ----------------------------- | ----------------------------- | ----------------------------- | ----------------------------- | ----------------------------- |
| الدرجة القصوى °م (°ف)                                                                            | 40 (104)                      | 42 (108)                      | 44 (111)                      | 46 (115)                      | 47 (117)                      | 42 (108)                      | 43 (109)                      | 36 (97)                       | 38 (100)                      | 39 (102)                      | 39 (102)                      | 38 (100)                      | 47 (117)                      |
| متوسط درجة الحرارة الكبرى °م (°ف)                                                                | 31.9 (89.4)                   | 34.6 (94.3)                   | 37.8 (100.0)                  | 40.1 (104.2)                  | 39.4 (102.9)                  | 36.4 (97.5)                   | 33.2 (91.8)                   | 32.0 (89.6)                   | 33.7 (92.7)                   | 36.4 (97.5)                   | 34.2 (93.6)                   | 32.3 (90.1)                   | 35.2 (95.4)                   |
| المتوسط اليومي °م (°ف)                                                                           | 21.8 (71.2)                   | 24.8 (76.6)                   | 29.3 (84.7)                   | 32.6 (90.7)                   | 32.5 (90.5)                   | 30.2 (86.4)                   | 27.5 (81.5)                   | 26.6 (79.9)                   | 27.2 (81.0)                   | 27.9 (82.2)                   | 24.9 (76.8)                   | 23.2 (73.8)                   | 27.4 (81.3)                   |
| متوسط درجة الحرارة الصغرى °م (°ف)                                                                | 12.6 (54.7)                   | 15.3 (59.5)                   | 19.7 (67.5)                   | 21.9 (71.4)                   | 25.5 (77.9)                   | 24.5 (76.1)                   | 22.9 (73.2)                   | 22.3 (72.1)                   | 22.4 (72.3)                   | 20.7 (69.3)                   | 16.0 (60.8)                   | 13.1 (55.6)                   | 19.9 (67.8)                   |
| أدنى درجة حرارة °م (°ف)                                                                          | 8 (46)                        | 10 (50)                       | 15 (59)                       | 12 (54)                       | 18 (64)                       | 19 (66)                       | 20 (68)                       | 19 (66)                       | 20 (68)                       | 15 (59)                       | 10 (50)                       | 5 (41)                        | 5 (41)                        |
| الهطول مم (إنش)                                                                                  | 0.0 (0.0)                     | 0.0 (0.0)                     | 0.3 (0.01)                    | 13.0 (0.51)                   | 30.5 (1.20)                   | 73.8 (2.91)                   | 147.1 (5.79)                  | 193.2 (7.61)                  | 83.0 (3.27)                   | 11.1 (0.44)                   | 0.0 (0.0)                     | 0.1 (0.00)                    | 552.1 (21.74)                 |
| متوسط أيام هطول الأمطار (≥ 1.0 mm)                                                               | 0.0                           | 0.0                           | 0.5                           | 1.6                           | 4.0                           | 7.0                           | 10.7                          | 10.7                          | 6.8                           | 1.4                           | 0.0                           | 0.0                           | 42.7                          |
| متوسط الرطوبة النسبية (%) (at {{{time day}}})                                                    | 15.4                          | 11.2                          | 12.0                          | 17.5                          | 28.4                          | 38.4                          | 55.5                          | 63.4                          | 54.8                          | 30.2                          | 19.0                          | 19.6                          | 30.2                          |
| ساعات سطوع الشمس الشهرية                                                                         | 266.6                         | 249.2                         | 257.3                         | 237.0                         | 263.5                         | 249.0                         | 217.0                         | 204.6                         | 225.0                         | 285.2                         | 282.0                         | 275.9                         | 3٬012٫3                       |
| ساعات سطوع الشمس اليومية                                                                         | 8.6                           | 8.9                           | 8.3                           | 7.9                           | 8.5                           | 8.3                           | 7.0                           | 6.6                           | 7.5                           | 9.2                           | 9.4                           | 8.9                           | 8.3                           |
| المصدر #1: NOAA, Climate Charts (latitude: 11°51'N; longitude: 013°05'E; elevation: 354m, 1161') |                               |                               |                               |                               |                               |                               |                               |                               |                               |                               |                               |                               |                               |
| المصدر #2: Voodoo Skies for record temperatures                                                  |                               |                               |                               |                               |                               |                               |                               |                               |                               |                               |                               |                               |                               |

## أعلام
- إبراهيم إمام
- محمد يوسف